# Venda de esposas na Inglaterra

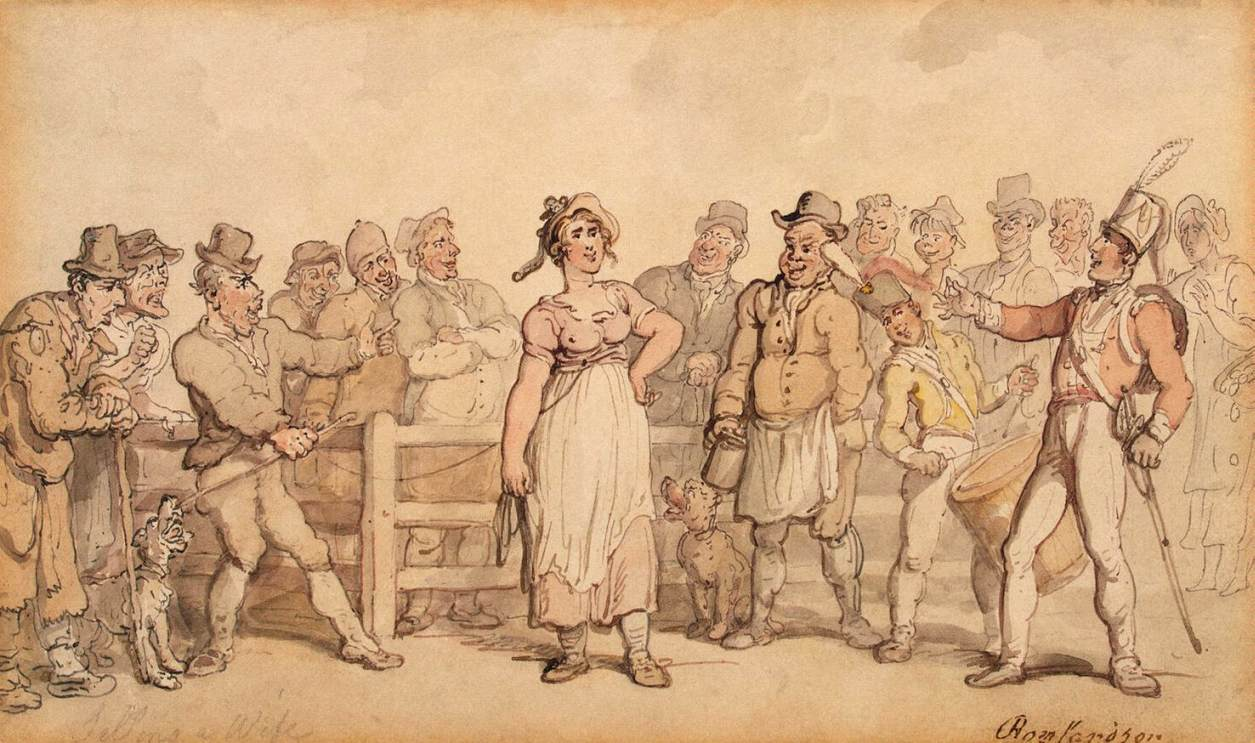
Vendendo uma esposa (1812–1814), de Thomas Rowlandson. Esta ilustração dá ao espectador a impressão de que a venda era uma prática divertida, mas na realidade ela era inerentemente humilhante para os envolvidos.

Na Inglaterra, a venda de esposas era uma maneira de acabar com um casamento insatisfatório, normalmente de maneira consensual. Esse costume provavelmente se originou no final do século XVII, época em que o divórcio era uma impossibilidade prática para todos, exceto os mais ricos. Na visão de um casal que desejava separar-se de maneira moralmente aceitável, a venda apresentava-se como um processo vexatório, mas que permitia tornar legítimo, e, portanto, socialmente satisfatório, o rearranjo da sua relação conjugal. 
Em sua forma típica esse costume assumiu uma forma ritualizada, que buscava assegurar a pretensa legalidade das transações. A venda era anunciada publicamente, e em seguida o marido levava sua esposa por um cabresto até o local onde ela ocorreria, normalmente um mercado. Ali, a esposa era leiloada diante de espectadores, e, como sinal de realização do negócio, dinheiro era trocado e a esposa era entregue pelo cabresto ao comprador. As vendas também podiam incluir os filhos, e por vezes os valores em dinheiro eram completados com outros bens, notadamente bebidas alcoólicas e animais. O valor da venda não parece ter sido a principal consideração durante as vendas, mas existem registros de maridos e outros interessados comprando e revendendo esposas em busca de lucro.
Embora relatos da época buscassem salientar aspectos cômicos das vendas, a situação era inerentemente humilhante e podia ser degradante para os envolvidos, sobretudo a esposa. Contudo, muitos relatos contemporâneos sugerem a independência e a vitalidade sexual das mulheres, e afirmam que o consentimento da esposa era essencial para o sucesso de cada transação. Embora esposas tenham se negado a serem vendidas durante o século XIX, não existem registros de resistência à venda no século XVIII. Com efeito, são conhecidos casos de esposas que insistiram em ser vendidas, que foram vendidas para seus familiares, e que arranjaram suas próprias vendas a agentes contratados. A venda de esposas parece ter sido difundida por toda a Inglaterra, e cerca de quatrocentas ocorrências foram documentadas, um número pequeno em comparação com os casos de abandono conjugal do mesmo período.
Embora o costume não tivesse fundamento legal e, notadamente a partir de meados do século XIX, frequentemente resultasse em processos judiciais, em geral, a atitude das autoridades públicas e religiosas era ambígua em relação a ele. Pelo menos um magistrado declarou não acreditar que tivesse o direito de impedir a venda de esposas, e houve casos de clérigos e comissários das Poor Laws forçando maridos a venderem suas esposas para evitar seu envio para workhouses. A crescente exposição de vendas de esposas nos jornais aumentou gradualmente a oposição a esse costume e, como consequência, o número de vendas documentadas diminuiu a partir da segunda metade do século XIX. A prática persistiu até às primeiras décadas do século XX, quando vendas menos públicas ainda ocorriam ocasionalmente, e o último caso de que se tem notícia foi reportado em Leeds, em 1926.

## Contexto jurídico e social

### Origens
Embora desde a Baixa Idade Média a Inglaterra tenha visto surgirem práticas assemelhadas à venda de esposas, como aquela relatada em um documento do ano de 1302 que registra o caso de um homem que "cedeu a sua esposa por escritura a outro homem”, a venda de esposas em sua forma ritual parece ter se originado como um costume no final do século XVII, época em que referências a vendas começaram a surgir de maneira mais consistente. Entre 1690 e 1750 cerca de uma dezena de casos foram documentados no país, dentre os quais o de um certo John, de Tipton, que, em novembro de 1692, “vendeu a sua esposa” a um homem de nome Bracegirdle; e o de Thomas Heath Maultster, que, em 1696, foi punido por “coabitar de maneira ilegal com a esposa de George […] tendo-a comprado de seu marido”. Contudo, o costume se firmaria sobretudo nas décadas seguintes, e em um caso ocorrido em Oxford, em 1789, a venda de esposas é descrita como “a forma vulgar do divórcio, recentemente adotada”, sugerindo que essa ainda não era uma prática consolidada, embora estivesse consideravelmente difundida pelo país.
Com o aumento da popularidade dos jornais, e mudanças nos temas reportados por esses veículos de comunicação, que passaram a incluir curiosidades e fatos inusitados, notícias sobre essa prática se tornam mais frequentes na segunda metade do século XIX e isso foi acompanhado de críticas e de um endurecimento da atitude das autoridades públicas a seu respeito. O costume persistiu até o início do século XX, e, por essa época, um escritor notou que a venda de esposas era "um costume suficientemente enraizado” e, portanto, ainda existente. Da mesma forma, o jurista e historiador James Bryce, escrevendo em 1901 sobre a venda de uma esposa, afirmou que “todo mundo já ouviu falar do estranho hábito de venda de esposas, que ainda ocasionalmente se repete entre as classes mais humildes da Inglaterra”.

### Métodos de separação
Embora no início da Idade Moderna existissem métodos juridicamente válidos para romper um casamento na Inglaterra, as opções disponíveis eram inacessíveis à maioria da sociedade. A maneira mais comum consistia em peticionar a um tribunal eclesiástico por uma separação de corpos (em latim: divortium a mensa et thoro; lit.: separação de mesa e cama), em razão de adultério ou crueldade extrema. Esse método, contudo, dependia de comprovação do adultério ou tratamento cruel, e, além disso, não permitia aos cônjuges casar-se novamente.
A partir da década de 1550 e até que a Lei de Causas Matrimoniais fosse promulgada em 1857, o divórcio (em latim: divortium a vinculo matrimonii; lit.: dissolução do vínculo matrimonial) tornou-se possível, mas devia ser precedido da separação a mensa et thoro e exigia o procedimento complexo e extremamente custoso de aprovação de uma lei privada do Parlamento. Como já se colocou a respeito, embora a Inglaterra e depois o Reino Unido fossem países de maioria protestante, em termos práticos essa era uma "sociedade sem divórcio”, à imagem dos países católicos: devido aos seus custos, em cerca de três séculos apenas duzentas pessoas tentaram esse tipo de procedimento, das quais apenas seis eram mulheres. Ainda, embora os tribunais de divórcio estabelecidos na sequência da lei de 1857 tenham tornado seu procedimento consideravelmente mais barato, o divórcio permaneceu proibitivamente caro para a imensa maioria da sociedade.
Também excessivamente custosa, a anulação do casamento buscava invalidar retroativamente o enlace, mas exigia acesso a tribunais eclesiásticos e a presença de certos pressupostos que a restringia a poucos. Uma alternativa menos cara era obter uma separação privada, um acordo negociado entre os dois cônjuges e celebrado em um ato de separação elaborado por um jurista especializado em operações de compra e venda, o conveyancer. Mas também esse método era uma impossibilidade para a maioria e, além disso, não permitia aos cônjuges casarem-se novamente. A deserção ou fuga conjugal era muito comum, e nesse caso um dos cônjuges evadia-se, a esposa era forçada a deixar a casa da família ou o marido estabelecia uma nova casa com sua nova companheira. Contudo, os cônjuges permaneciam impossibilitados de contrair novas núpcias, e a esposa permanecia responsabilidade de seu marido, que legalmente continuava a responder por seu sustento.
Por fim, a noção da venda da esposa era um método alternativo, embora desprovido de reconhecimento jurídico formal, de terminar um casamento. Um manual jurídico de 1777, intitulado The Laws Respecting Women, As They Regard Their Natural Rights, observava que, para os pobres, a venda de esposas era vista como um "método de dissolver o casamento”, quando “o marido e a mulher encontram-se vivamente cansados uns dos outros e concordam em separar-se, se o homem tiver a intenção de validar a separação pretendida, tornando-a uma questão de conhecimento público”.

### Casamento e estatuto da mulher

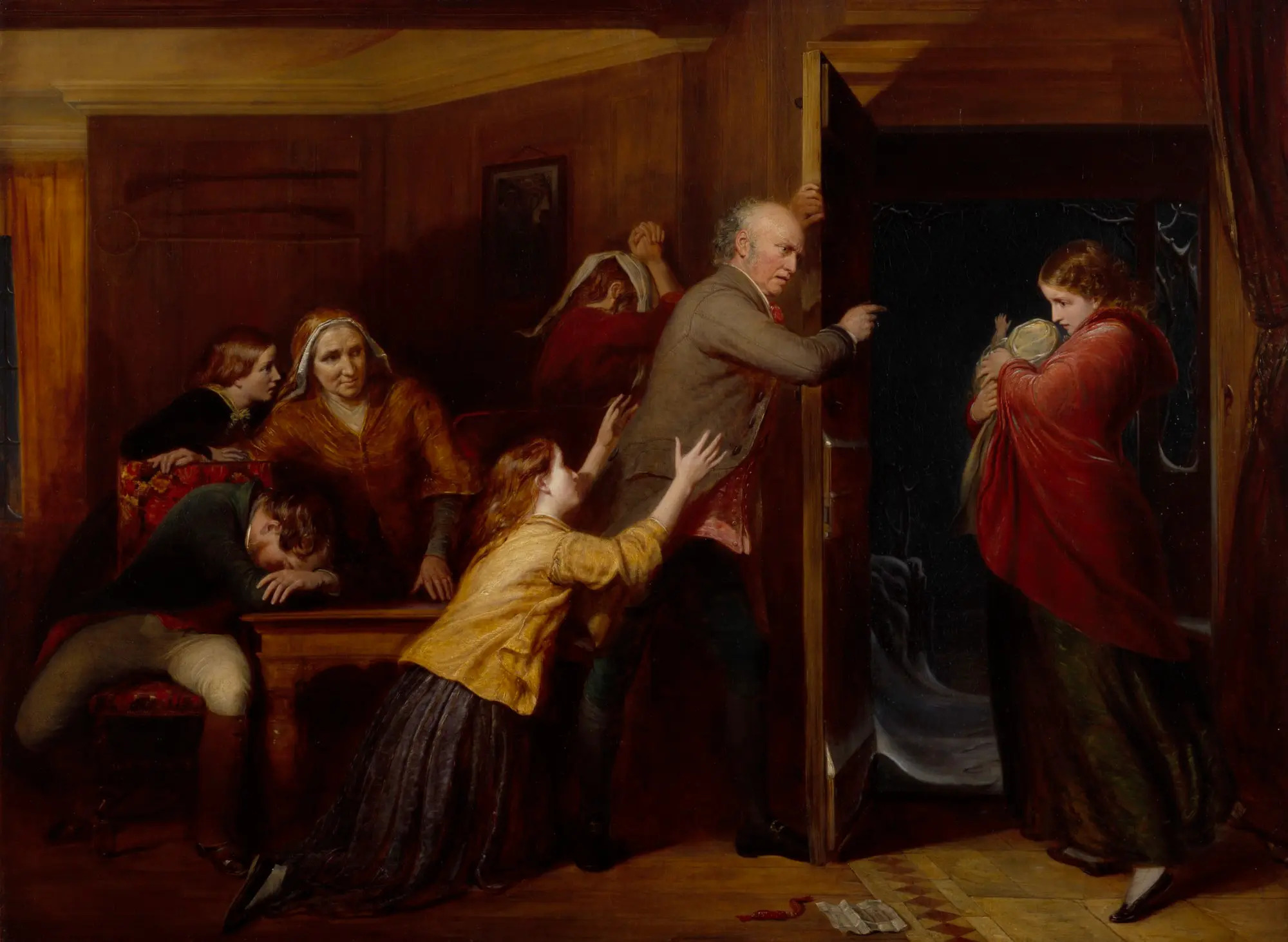
A pintura The Outcast, de Richard Redgrave, mostra um pai expulsando sua filha mãe-solteira de casa, diante de uma esposa resignada. Ela tem sido interpretada como uma crítica contemporânea à moralidade puritana e à submissão da mulher na era vitoriana

Em função da Lei sobre casamentos pré-contratuais e relativa a questões de consanguinidade, de 1540, que foi aplicada até a entrada em vigor da Lei de casamento de 1753, casamentos na Inglaterra não careciam de uma cerimônia formal perante um clérigo, desde que não fossem "não proibidos pela Lei Divina". Isso impunha que os noivos concordassem com a união e tivessem a idade legal de consentimento, que era de doze anos para meninas e quatorze anos para meninos, e como consequência seus muitos casamentos não eram registrados. Contudo, esses casamentos eram reconhecidos de fato e de direito pelas autoridades e pelas comunidades em que viviam os nubentes.
Nesse período, para uma mulher era social e materialmente difícil encontrar maneiras de garantir seu próprio sustento independentemente de um casamento, e a integridade sexual e o reconhecimento como uma pessoa casada forneciam-lhe respeitabilidade e prestígio social. Uma vez casadas, as mulheres eram subordinadas aos seus esposos, incluindo os seus direitos e obrigações, que eram incorporados aos de seus maridos conforme o instituto legal da cobertura (em inglês:  coverture). Nas palavras do eminente juiz inglês William Blackstone, em um texto de 1753, “o próprio ser, ou existência legal da mulher, é suspenso durante o casamento, ou pelo menos é consolidado e incorporado ao do marido: sob cujas asas, proteção e cobertura, ela realiza todas as suas ações”. Como consequência de terem suas personalidades jurídicas absorvidas pelas dos seus maridos, mulheres casadas não podiam possuir propriedades por direito próprio, e eram popularmente consideradas propriedade de seus maridos. Essa concepção era fruto de uma sociedade patriarcal, que como norma colocava a mulher em uma “posição inferior ou (formalmente) desprovida de poder”. Como comentou o próprio Blackstone, em um comentário posterior a respeito do estatuto jurídico da mulher casada, “até mesmo as limitações que a esposa encontra são, na maior parte, destinadas à sua proteção e benefício. Tão grande favorito é o sexo feminino, das leis da Inglaterra”.
Embora historiadores da primeira metade do século XX tenham retratado a venda de esposas como parte de uma cultura de informalidade e desrespeito às normas sociais, essa visão encontra-se desacreditada pelo fato de a deserção ou fuga conjugal, essa sim efetivamente informal e muito mais comum à época, ter sido uma alternativa consideravelmente mais simples e que não acarretava a humilhação da venda da esposa. Além disso, diversos elementos nos relatos que sobreviveram mostram que de fato o costume de vendas de esposas “foi inventado em uma cultura plebéia, por vezes crédula e supersticiosa, mas com grande preocupação com rituais e formas”. Devido ao seu significado social, o casamento era considerado uma questão de interesse da comunidade, e não apenas do casal. Isso era particularmente real em comunidades proto-industriais onde a religião e os costumes impunham mais firmemente normas de comportamento, e que reprovavam e escandalizavam-se com cônjuges que se separavam ou buscavam novos parceiros de maneira informal. Assim, na visão de um casal que desejava separar-se de maneira moralmente aceitável, a venda apresentava-se como um processo vexatório, mas que pretensamente permitia tornar legal, e, portanto, socialmente satisfatório, o rearranjo de sua relação conjugal.

### Motivos para a venda
Senhores, eu ofereço minha esposa, Mary Anne Thomson […]. É o seu desejo, assim como o meu, se separar para sempre. Ela tem sido para mim apenas uma serpente. Eu a escolhi para o meu conforto e bem da minha casa; mas ela se tornou meu torturador, uma maldição doméstica, uma invasão noturna e um diabo diário. Senhores, falo a verdade do meu coração quando digo - Que Deus nos livre de esposas problemáticas e mulheres irresponsáveis! [… Agora] Vou apresentar o lado bom e ensolarado dela […] Ela pode ler romances e ordenhar vacas leiteiras, e rir e chorar com o a mesma facilidade com que você toma um copo de cerveja quando está com sede […] Ela sabe fazer manteiga e repreender a empregada; ela sabe cantar […] e costurar […]; ela não sabe fazer rum, gim ou uísque, mas é um bom juiz da qualidade dessas bebidas, com a experiência de quem as vem bebendo desde muito tempo. Eu, portanto, a ofereço com suas vantagens e desvantagens, pela soma de cinquenta xelins.

The Book of Days, 1869.
Os relatos de vendas de esposas revelam que os motivos que as suscitavam eram particularmente variados, e sugerem que o divórcio e outros métodos de separação serviam a propósitos semelhantes aos que continuam a servir. Embora os envolvidos em vendas de esposas fossem frequentemente acusados de serem degenerados ou ignorantes, antes de o divórcio se tornar amplamente disponível casamentos infelizes levavam frequentemente a uma vida de penúria. Documentos das paróquias revelam numerosas situações de violência e de grave incompatibilidade entre cônjuges, e para inúmeras mulheres "a viuvez era, na verdade, a única oportunidade de alcançar independência”. Em um episódio emblemático, quando uma jovem foi levada perante juízes em um caso relacionado à sua venda, os magistrados lhe disseram que, se todo marido insatisfeito com a sua esposa pudesse resolver a situação vendendo-a, o mercado local não seria grande o suficiente para abrigar todas as vendas que ocorreriam. Isso parece confirmar que casamentos infelizes eram pouco raros, e à luz disso a venda de esposas é interpretada sobretudo como uma solução pragmática adotada por casais que já não desejavam permanecer juntos.
Embora na maioria das vezes a intenção da venda fosse acabar com o casamento de uma forma definitiva, sobreviveram relatos de vendas irrefletidas e precipitadas por brigas domésticas. Mas, embora com a venda o casal desejasse acabar com a sua relação conjugal, isso nem sempre significava que as relações entre os cônjuges eram violentas ou impediam consideração para com o outro. Por exemplo, em um episódio ocorrido em 1787, um fazendeiro vendeu sua esposa por cinco guinéus, mas deu parte do dinheiro à ex-companheira, para que ela comprasse um novo vestido. Em outra ocasião, o marido pagou uma carruagem para transportar a esposa e o comprador para seu novo lar, em outra cidade. Em um caso ocorrido em 1775, em Rotherham, sabe-se que um marido vendeu sua esposa por 21 guinéus e devolveu um guinéu ao comprador, um costume praticado em algumas regiões inglesas até o século XX para demonstrar boa vontade e zelo para com animais vendidos. O retorno de parte do preço pago, ou a oferta de um bem pelo vendedor, era comum em vendas de esposas e visava assegurar que o comprador garantisse o bem-estar da ex-esposa do vendedor.
De fato, por vezes o motivo por trás da venda era proteger a esposa, como em um episódio ocorrido em Birmingham em 1823, em que uma esposa foi vendida a seu irmão, que buscava “redimi-la” do tratamento brutal que recebia do seu marido. Existem relatos também de esposas sendo vendidas para suas mães e outros familiares, com intuito semelhante. Em outros casos, era a própria esposa quem arranjava a sua venda, e sobreviveram relatos de esposas comprando a si mesmas e fornecendo o dinheiro para que agentes as comprassem de seus maridos.
A venda também podia visar reparar uma situação de fato, por exemplo, quando a esposa possuía um amante ou já se encontrava separada do seu marido. Uma reportagem publicada no The Times em 1849, por exemplo, relatou um episódio ocorrido em Goole em dezembro do mesmo ano, em que uma esposa fugiu com um “amante”, “levando com ela uma grande parte dos bens do marido”, enquanto este recebia um tratamento médico prolongado em um hospital. Quando o marido traído descobriu o que tinha acontecido, ele rastreou os dois amantes e, após negociações, as partes concordaram em uma venda. Um leilão público ocorreu em um mercado, e, depois de uma pequena competição, a esposa foi vendida a seu amante por cinco xelins e nove pênis.

## A venda

### O ritual da venda

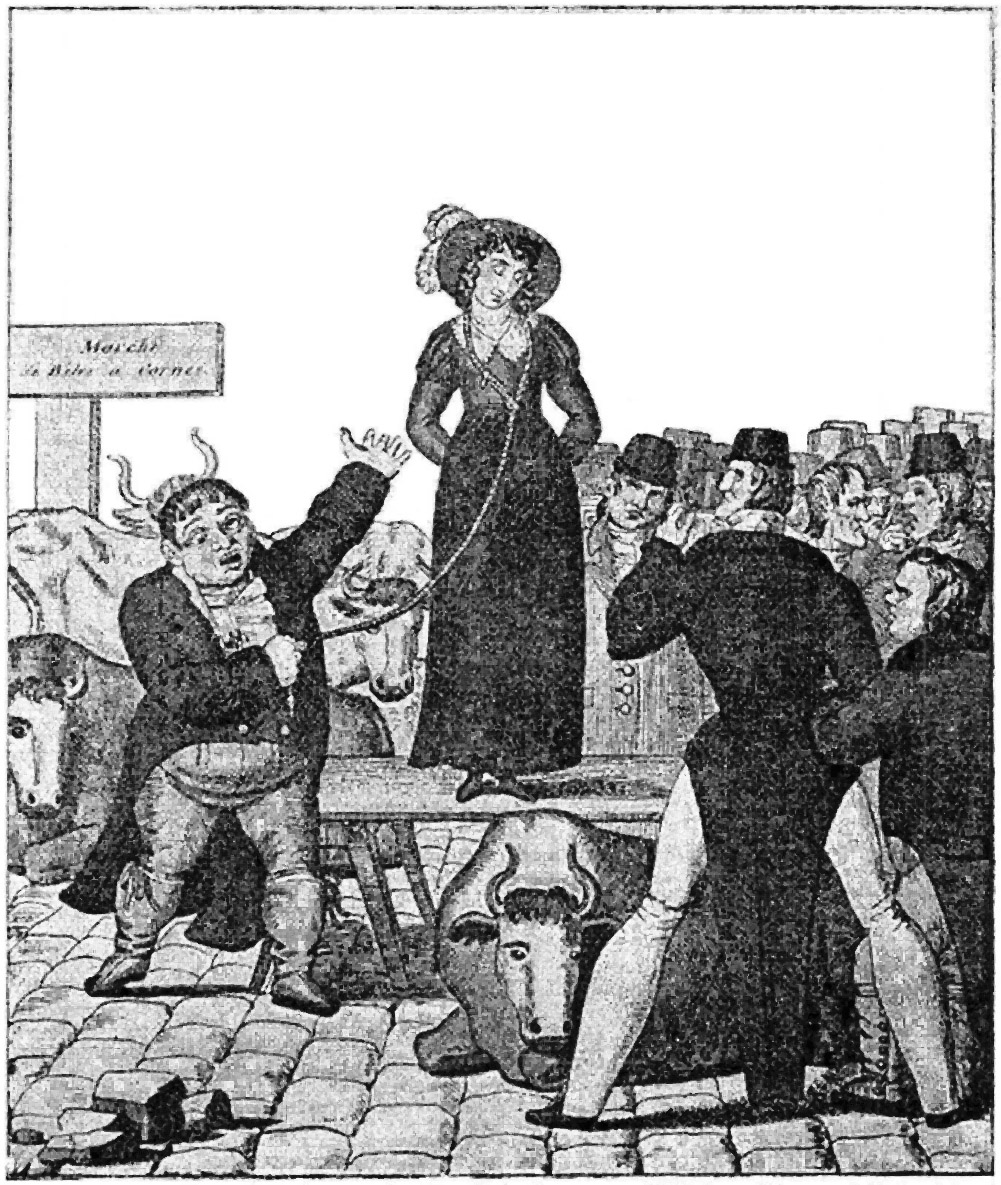
Ilustração cômica de uma venda de esposa (1820). A cena é ambientada em um mercado, e o marido é mostrado sobreposto a um par de chifres, um símbolo tradicional da infidelidade conjugal

As vendas de esposas podiam tomar formas variadas, como uma venda em local público diante de compradores reais ou voltadas para compradores pré-selecionados; ou uma venda privada, voltada a compradores específicos e assistida por testemunhas. Embora ambas as práticas não contassem com qualquer embasamento jurídico específico, fundamentando-se no direito de propriedade dos maridos e na percepção de as esposas serem suas propriedades, os envolvidos buscavam dota-las com o máximo de legitimidade. Não por acaso, frequentemente as vendas eram registradas em contratos, recibos e escrituras.
Na maioria dos relatos a respeito a venda tomava uma forma ritualística e simbólica, que visava assegurar a sua pretensa legalidade. Primeiro, ela era divulgada com antecedência, muitas vezes por um common cryer ou por meio de um anúncio em um jornal local. Depois a esposa era levada para o local da venda por um cabresto (geralmente de corda, mas às vezes de fita ou de seda) preso em torno do seu pescoço, braço ou cintura, e a venda tomava a forma de um leilão, conduzido por um leiloeiro exterior ou pelo próprio marido. Com frequência o local público da venda era um mercado ao ar livre, um espaço onde eram negociados alimentos, animais e outros produtos, e que com o tempo se tornou o lugar onde mais tipicamente as vendas ocorriam. Após a venda a esposa era entregue pelo cabresto ao comprador, como um sinal de que a transação fora concluída, e por vezes havia um pronunciamento, semelhante ao de um casamento, em que as partes trocavam votos e concordavam verbalmente com a venda. Há ao menos um relato da esposa devolvendo sua aliança de casamento ao marido-vendedor e recebendo uma nova aliança do comprador, e em certas regiões aparentemente o comprador devia conduzir sua nova companheira pelo cabresto até que ela entrasse em sua nova casa.
O ritual espelhava o das vendas de gado, fato esse denotado principalmente pelo cabresto. Contudo, é possível que inicialmente a venda de esposas tenha sido inspirada na venda de produtos alimentícios como a manteiga ou o queijo, pois em vendas mais antigas por vezes os preços das esposas eram calculados a partir dos seus pesos. Essa modificação na forma do ritual da venda certamente teve como objetivo reforçar a suposta legalidade da venda de esposas. O uso do cabresto era simbólico, e visava reforçar a ideia de tradição, conceito jurídico segundo a qual a aquisição de um bem móvel somente ocorre com a sua entrega ao seu adquirente. Como tal, ele permitia representar de maneira tangível a separação entre a marido e a mulher, e mercados públicos eram favorecidos para a venda de esposas não porque gado era negociado neles, e sim porque eles ofereciam um local público onde a separação de marido e mulher podia ser testemunhada por diversas pessoas. Como já se disse, a "arena pública criava testemunhas da transação, e avisava à comunidade que um casamento tinha terminado e outro começava”. Exatamente por isso, mercados não eram os únicos espaços a abrigar vendas, que com frequência ocorriam em frente a pubs e outros lugares onde espectadores podiam se reunir. Por exemplo, em um caso ocorrido em Maidstone, em janeiro de 1815, um certo John Osborne planejava vender sua esposa no mercado local, mas, como nenhum mercado foi realizado naquele dia, a venda ocorreu em outro lugar público, aos pés “da placa do barco de transporte de carvão”, onde “de uma forma muito regular”, sua esposa e filho foram vendidos por uma libra esterlina para um homem chamado William Serjeant. Contudo, os mercados públicos ofereciam uma vantagem adicional, pois, embora vendas de animais fossem sujeitas ao pagamento de taxas específicas, esse pagamento dava direito a recibos e outros documentos comprovando a transação. Ao escolher vender e comprar uma esposa em um mercado, as partes acreditavam documentar que haviam realizado um negócio juridicamente correto.

### Consentimento das esposas
Embora muitos relatos da época salientassem aspectos cômicos das vendas e apontassem a diversão dos espectadores, as vendas eram vexatórias para os envolvidos. Uma notícia de 1806 informa que uma venda em Hull, no mesmo ano, fora adiada "devido à multidão que uma ocorrência tão extraordinária reuniu”, sugerindo que os leilões de esposas eram eventos capazes de atrair numerosos espectadores e nos quais as multidões podiam impor grande humilhação ao casal. De fato, historiadores têm ressaltado que a humilhação era inerente às vendas, e talvez até mesmo proposital. Enquanto eventos carnavalescos, os episódios de venda de esposas possuíam um caráter ambivalente: “alegres e triunfantes, mas também carregados de zombaria e queixa”. A humilhação teria tido um papel importante na redefinição da relação conjugal e, sobretudo, na recuperação da reputação dos envolvidos na venda.
 

Assim, apesar de humilhantes, as vendas nem sempre eram degradantes; e embora certamente houvesse vítimas dentre as esposas vendidas, a maioria dos relatos contemporâneos sugere a independência e a vitalidade sexual das mulheres, descrevendo-as como "bela”, “recatada”, “de boa aparência”, “atraente”, ou como “aproveitando genuinamente a diversão e brincadeira”. O consentimento da esposa não parece ter sido universal, pois existem relatos de mulheres que não eram nem mesmo consultadas a respeito de suas vendas, mas diversas fontes afirmam que ele era essencial para o sucesso de cada transação. Por exemplo, um documento de venda contido em uma petição apresentada a um tribunal de Somerset em 1758, preservado no Museu Britânico, dá testemunho de uma esposa de cerca de dezoito anos, que meses antes havia sido vendida por seu marido por pouco mais de seis libras. Na petição apresenta ao juiz, a esposa jamais se opõe à venda, embora reclame que, três meses depois da venda, seu marido voltara a procurá-la e ao seu novo companheiro, exigindo mais dinheiro. De maneira semelhante, um relato de uma venda realizada em Manchester em 1824 informa que “depois de vários lances [no leilão] ela [a esposa] foi vendida por cinco xelins; mas, não gostando do comprador, ela foi novamente posta à venda”. É provável, contudo, que em parte dos casos o consentimento expresso pela esposa tenha resultado de medo do seu marido, de uma falta de entendimento da situação, ou de seu desejo de evitar maiores confrontações.

O Duque de Chandos, enquanto estava em uma pequena hospedaria, viu o cavalariço bater em sua mulher da maneira mais cruel; ele interferiu e literalmente a comprou por meia coroa. Ela era uma mulher jovem e bonita; o duque a educou, e, quando da morte do seu [real] marido, ele se casou com ela.

The Gentleman's Magazine, 1832
Embora algumas esposas do século XIX tenham se negado a serem vendidas, são inexistentes os registros de mulheres que resistiram às suas vendas no século XVIII. Sem recursos financeiros e habilidades para negociar, para muitas mulheres a venda era a única saída para um casamento infeliz. Além disso, para alguns autores, as vendas permitiam a esposas infelizes e em casamentos ineficientes "livrar-se dos casamentos quando a lei inglesa as impediam de fazê-lo”. De fato, existem relatos de esposas que teriam insistido na venda. Em um acontecimento em julho de 1815, uma esposa “bela e jovem”, trajando um vestido de seda, foi levada ao mercado de Smithfield de carruagem. Uma vez que a venda foi concluída, “a senhora, com seu novo senhor e mestre, montou um belo cabriolé que estava esperando por eles e partiu, aparentemente nada relutante emitir”. Em outro incidente relatado, uma esposa que seria vendida no mercado de Wenlock, em 1830, teria insistido para que a transação prosseguisse, apesar das apreensões de última hora do marido: “ele [o marido] ficou tímido e tentou sair do negócio, mas Mattie zangou-se com isso […] e disse: “Deixe ser, seu patife. Eu exijo ser vendida. Quero uma mudança”.
Por vezes a venda era combinada com antecedência com um comprador, sobretudo quando a esposa tinha um amante ou outro parceiro de fato. Na percepção do marido, a venda o liberava de seus deveres conjugais, incluindo sua responsabilidade financeira sobre a sua esposa, e para o comprador que era o amante ou o companheiro de fato da esposa a transação o livrava da ameaça de uma ação legal por relações sexuais ilegais, que permitiria ao marido requerer compensações financeiras. Por exemplo, esse é o caso de uma venda ocorrida em setembro de 1815, na qual "apenas três xelins e quatro pênis eram oferecidos pelo lote, pois ninguém queria competir com o licitante pelo belo objeto, cujos méritos só podiam ser apreciados por aqueles que os conheciam. Esse comprador poderia se gabar de um conhecimento longo e íntimo”.
No entanto, a venda também podia ser espontânea, e nesse caso a esposa se encontrava sujeitava a propostas de estranhos. O jornal The Times, em outubro de 1839, menciona em um artigo "uma mulher […] respeitosamente vestida” que fora posta à venda no mercado de Rotherham. Começado o leilão, os lances foram aumentando e chegaram a quatro xelins e dez pênis. Policiais chegaram de surpresa ao lugar em que acontecia o leilão, e a esposa, temendo ser presa, fugiu e se refugiou em um prédio das vizinhanças. Em sua ausência, o leiloeiro a vendeu àquele que apresentara o maior lance. Quando a esposa se assegurou de que a polícia viera ao leilão para “impedir uma perturbação da paz”, e não para interferir com a venda, ela “entregou-se ao seu novo mestre, e eles seguiram juntos de trem para Sheffield”.
Essas vendas espontâneas evidentemente apresentavam maiores riscos para os envolvidos, sobretudo a esposa vendida. Contudo, aparentemente mesmo nessas circunstâncias a esposa era capaz de vetar lances e até mesmo a venda, se as condições não lhe agradassem. Em um incidente ocorrido em um mercado de Bristol, em 1823, uma mulher foi posta à venda e, não tendo recebido muitas ofertas, ela foi vendida por um valor mínimo para um jovem que se encontrava presente e aparentemente sentia pena da sua situação. Contudo, o jovem acabou por se arrepender de sua decisão, e decidiu revendê-la. A mulher se opôs ao novo comprador, alegando que ela só iria com ele se obrigada por um magistrado.

### Preço das esposas
24 de outubro de 1766
Fica acordado neste dia, entre John Parsons […], relojoeiro, e John Tooker, do mesmo lugar, cavalheiro, que o referido John Parsons, pela soma de seis libras e seis xelins, pagos em mãos ao referido John Parsons, vende, cede e entrega, ao referido John Tooker, Ann Parsons, esposa do dito John Parsons; com todo os direitos, propriedade, prerrogativas, serviços e exigências que ele, o referido John Parsons, tem sobre ou para com a referida Ann Parsons, por e durante o período da vida natural dela, a referida Ann Parsons. Diante de testemunhas eu, o referido John Parsons, decido no dia e no ano acima escritos.

Contrato de venda de uma esposa, 1768.
O preço acertado nas vendas de esposas variava de quantias escassas a quantias bastante altas, e bens e dinheiro eram envolvidos nas transações. O máximo registrado foi a quantia de cem libras mais 25 libras por cada um dos dois filhos negociados junto à mãe, em uma venda de 1865, e, no outro oposto, existem registros de uma venda (tecnicamente, escambo) em Selby, em 1862, por um copo de cerveja. A menor quantia de dinheiro trocado, de que se tem notícia, foi de três farthings, mas o preço usual parece ter sido entre dois xelins, seis pênis e cinco xelins.
O dinheiro parece ter sido uma consideração secundária em boa parte das ocorrências, e de fato a troca de dinheiro durante a venda servia sobretudo para legitimar a transação. Contudo, esse nem sempre era o caso, e existem registros de vendas onde a questão do lucro do marido revelou-se importante. Em uma venda peculiar ocorrida em maio de 1837, o marido, um ferreiro, "primeiro vendeu [sua esposa] por um xelim, depois comprou-a de volta e a revendeu a um homem casado, por meia coroa”.
Bens e objetos variados eram adicionados aos preços combinados, incluindo relógios, tabaco e roupas. Mas os relatos mais frequentes, a respeito da inclusão de bens como forma de pagamento, tratam de bebidas alcoólicas e animais. Por exemplo, em 1832 uma esposa em Carlisle foi vendida por vinte xelins e um cão Terra-nova; e no caso de julho de 1815 a esposa foi vendida pelo alto valor de cinquenta guinéus e um cavalo de raça. Em Sussex, os inns e pubs eram locais regulares de venda de esposas, e com frequência o álcool fazia parte do pagamento. Por exemplo, quando um homem vendeu sua esposa em Yapton, em 1898, o lhe comprador pagou sete xelins, seis pênis e um quarto imperial de cerveja. Uma venda de um século antes, em Brighton, envolveu "oito potes de cerveja” e sete xelins; e em Ninfield em 1790, um homem que trocou sua esposa por meio litro de gim, mais tarde mudou de ideia e comprou-a de volta.
Inversamente, mais raramente, outros bens podiam ser adicionados à venda da esposa, e nesse caso a transação aproximava-se ainda mais de uma venda ordinária de bens e afastava-se de um simples método para terminar um casamento. Essa modalidade de venda é exemplificada por um incidente reportado no Chelmsford Chronicle em 18 de julho de 1777, em que um jardineiro de Witham "vendeu sua esposa e seu filho, um galo e onze porcos, por seis guinéus, para um pedreiro da mesma localidade”.

### Efeitos práticos
Embora existam registros da rara venda de um marido, ela inexistia enquanto costume, principalmente por não apresentar muita utilidade. Quando uma mulher se casava, o marido tornava-se legalmente responsável por ela, mas não o contrário. Assim, um marido que abandonasse sua esposa se arriscava a ser preso. Ao vender sua esposa, ele buscava eximir-se de suas responsabilidades financeiras para com ela, e garantir que ela não seria submetida a uma situação de penúria, pois o comprador garantiria a sua subsistência. Um exemplo disso pode ser constatado em um caso de 1735, em que o resultado de uma venda bem sucedida foi anunciado por um common cryer, que vagou pelas ruas avisando aos comerciantes que o ex-marido de não honraria "os débitos que ela [sua esposa, recém-vendida] contraísse”. De maneira semelhante, em um anúncio colocado no Ipswich Journal em 1789, um marido que recentemente vendera sua esposa avisava aos comerciantes locais que “nenhuma pessoa ou pessoas devem conceder-lhe crédito em meu nome […], pois ela não é mais o meu direito”.
Era comum que os envolvidos na venda acreditassem profundamente agir em acordo com a lei, e por vezes eles pagavam um advogado para redigir os recibos de venda, que eram guardados com zelo, da mesma maneira que casais preservam suas certidões de casamento. Contudo, os efeitos práticos das vendas podiam deixar de existir, quando o caso levava a contestações na justiça. Por exemplo, uma esposa vendida em 1835, depois que seu verdadeiro marido morreu, alegou ter direito às propriedades que ele deixara. Os parentes do morto insistiram que a venda foi válida e que ele morrera sem esposa, mas o juiz decidiu em favor desta, o que chocou os parentes do morto.
Da mesma forma, embora pudesse ser socialmente aceito, esse substitutivo do divórcio nem sempre era permanente. Em 1826, um certo John Turton vendeu sua esposa Mary para William Kaye por cinco xelins. Porém, depois da morte de Kaye, ela voltou para o marido e o casal permaneceu junto pelos próximos trinta anos. Contrariamente, ele podia levar a consequências permanente, mas também trágicas, como em um caso ocorrido em março de 1766, em que um carpinteiro de Southwark vendeu sua esposa "após uma briga em uma cervejaria”. Uma vez sóbrio, o homem pediu à esposa que voltasse e, depois que ela se recusou, ele suicidou-se.

## Distribuição do costume
As vendas se tornaram mais comuns em meados do século XX, inclusive como resultado de muitos maridos estarem no exterior, nas forças armadas, na marinha mercante ou sendo transportados para as colônias. Na época, boa parte da população acreditava erroneamente que a ausência de um dos cônjuges por sete anos constituía automaticamente um divórcio, de modo que, quando o marido retornava depois desse tempo e descobria que a sua esposa tinha uma nova família, o dilema era resolvido com a venda de sua esposa no mercado local, normalmente diretamente ao seu novo companheiro.

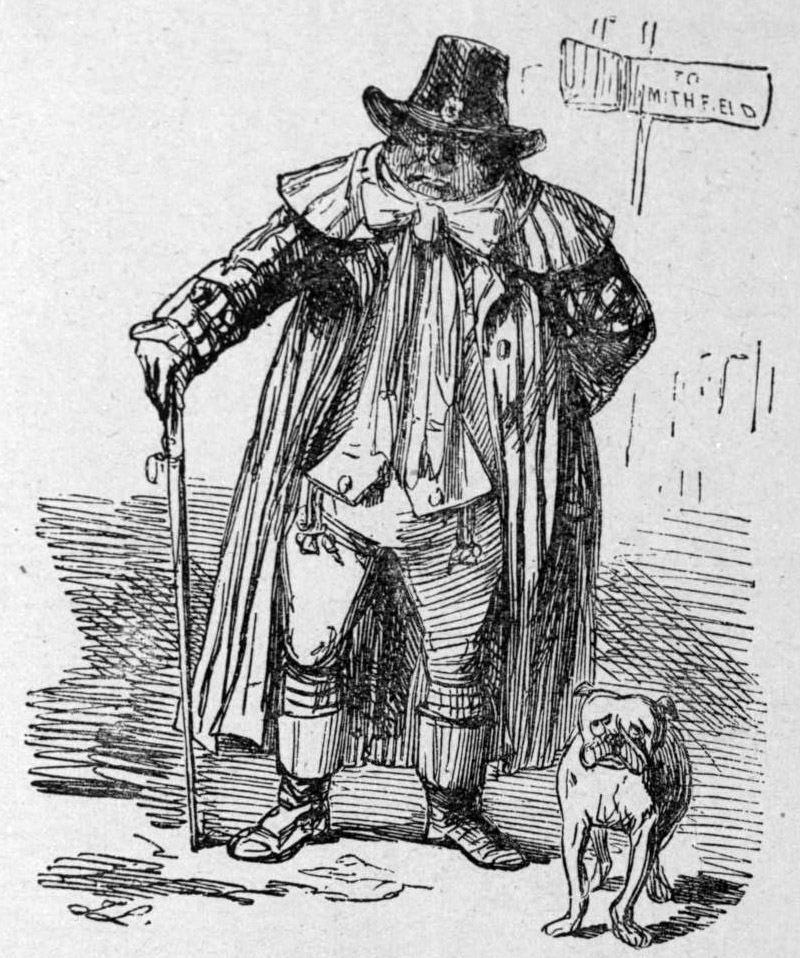
Uma representação francesa da personagem John Bull rumando para um mercado de Londres a fim de vender a sua esposa (c. 1848)

Samuel Pyeatt Menefee menciona 387 vendas documentadas, a última das quais ocorreu no início do século XX. O historiador E. P. Thompson considerou muitos dos episódios contabilizados por Menefee "vagos e duvidosos”, e que algumas contagens duplas haviam ocorrido. Contudo, ele concordou que cerca de trezentos relatos eram autênticos, o que, quando combinado com sua própria pesquisa, resultou em cerca de quatrocentos casos confirmados. Desses, aproximadamente trezentos ocorreram no período 1780 e 1850, um número pouco significativo em comparação com os episódios de abandono conjugal, que na era vitoriana contavam dezenas de milhares. Como muitas vendas eram realizadas em privado, é muito provável que a maioria delas jamais tenha sido noticiada. Com efeito, os poucos casos conhecidos geralmente foram notados porque os envolvidos se envolveram em algum procedimento judicial ou administrativo.
A venda de esposas parece ter sido difundida por toda a Inglaterra, mas relativamente rara no vizinho País de Gales, onde apenas alguns casos foram constatados, e na Escócia, onde se sabe de apenas um episódio. Embora frequentemente se afirmasse ser uma prática comum em toda a zona rural inglesa, o costume era particularmente difundido na região mais industrializada do norte da Inglaterra, mas em pequenas localidades, onde as relações sociais eram mais coesas e as normas sociais mais firmemente vigiadas. Como já se colocou, trata-se de um costume que surgiu em comunidades caracterizada pelo apego à tradição e pela veladura moral dos seus membros, e como sintoma das grandes transformações econômicas e sociais produzidas pela Revolução Industrial.

O condado inglês com o maior número de casos entre 1760 e 1880 foi Yorkshire, com 44 registros, consideravelmente mais do que os dezenove relatados em Middlesex e Londres durante o mesmo período. Apesar disso, parece ter existido uma crença difundida de que essa prática era particularmente popular em Londres, é ilustrada por uma representação francesa da época que mostra a personagem John Bull no mercado de Smithfield gritando "à quinze livres ma femme!” [quinze libras pela minha mulher], enquanto sua esposa aguarda em um cercado.

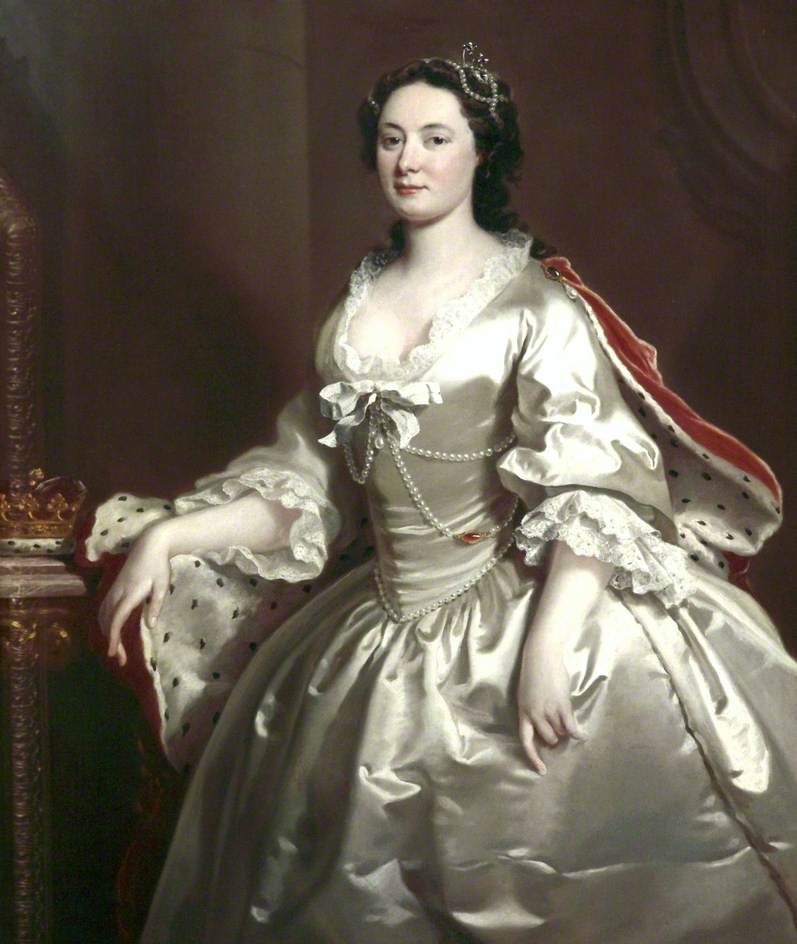
Anne Wells foi comprada de seu marido pelo viúvo Henry Brydges, 2º Duque de Chandos (1746)

Até meados do século XX acreditava-se que a venda de esposas restringia-se aos níveis mais baixos da pirâmide social, especialmente àqueles que viviam em áreas rurais remotas. Contudo, uma análise das ocupações de maridos e compradores revela que o costume era mais forte em comunidades proto-industriais e não estava necessariamente ligado a classes sociais específicas. De 158 casos em que a ocupação dos maridos pôde ser estabelecida, dezenove trabalhavam com o comércio de gado ou transportes, quatorze trabalhavam na construção civil, cinco eram ferreiros, quatro eram limpadores de chaminés e dois eram descritos como "cavalheiros”. Esses números sugerem que a venda de esposas não era um costume associado a ocupações urbanas ou rurais, mas sim a uma “cultura plebeia” que se chocava com novos padrões sociais. A prática foi registrada até mesmo dentre membros da nobreza, sendo o caso de maior destaque o de Henry Brydges, 2º Duque de Chandos, que por volta de 1740 teria comprado sua segunda esposa de um cavalariço.
Assim como os franceses condenariam e satirizar amplamente as vendas de esposas, crendo-as triviais na Inglaterra, também os norte-americanos criticavam o costume. Contudo, a sua situação era mais ambígua, ao existirem relatos de práticas equivalentes sendo aplicadas às suas mulheres. Juntamente com outros costumes ingleses, aparentemente os colonos que chegaram à América do Norte durante o final do século XVII e início do século XVIII levaram consigo a prática da venda de esposas e a crença em sua legitimidade para acabar com casamentos. Em 1645, os Records of the Particular Court de Hartford, Connecticut, relataram o caso de Baggett Egleston, que foi multado em vinte xelins por "entregar sua esposa para um jovem”. O Boston Evening-Post noticiou em 15 de março de 1736 uma discussão entre dois homens “e uma certa mulher, cada um alegando que ela era sua esposa, mas […] um deles dispus do seu direito sobre ela em benefício do outro, por quinze xelins”. O comprador, aparentemente, não dispunha de recursos para pagar integralmente o preço combinado, e tentou devolver a esposa ao seu marido. O comprador acabou recebendo a quantia que faltava de dois generosos espectadores, e pagou ao marido, que prontamente recebeu o dinheiro e “saudou rapidamente a mulher, desejando-lhe bem”, e, ao comprador, “muito alegria da sua compra”. Da mesma forma, uma notícia de 1781 registra que de William Collings, da Carolina do Sul, vendeu sua esposa por “dois dólares e meia dúzia de tigelas de cerâmica”.

## Aceitação do costume

### Atitude inicial das autoridades
Durante boa parte da existência do costume de venda de esposas, a atitude das autoridades inglesas e britânicas foi ambígua para com ele. Clérigos e magistrados conheciam o costume, mas pareciam inseguros de sua ilegitimidade ou optaram por fechar os olhos. Como com a venda a mulher não arriscava se tornar um fardo para a igreja local, caso esse de boa parte das mulheres abandonadas por seus maridos, a prática era geralmente tolerada e por vezes encorajada pelas paróquias, mesmo quando novos casais uniam-se em bigamia. Por exemplo, uma certidão de batismo lavrada no condado de Essex, datada de 1782, informa sobre "Amie Filha de Moisés Stebbing e de uma esposa comprada entregue a ele em um cabresto”. Em outra ocorrência, um júri em Lincolnshire decidiu em 1784 que um homem que vendera sua esposa não tinha o direito de recuperá-la de seu comprador, endossando assim a transação. A tolerância das autoridades com relação a esse costume é ainda mais evidente em um comentário de um juiz inglês que tentara intervir sobre uma venda no Derbyshire, em 1819, e que mais tarde afirmou a um cronista que sua ação fora limitada pelo seu entendimento do direito:
| “ | Eu conhecia o magistrado, e desejava obter esclarecimentos sobre os obstáculos que ele havia tentado opor à conclusão da venda. […] Eu não pude obter outros que esses: "Embora meu objetivo, ao enviar os policiais, tivesse como objetivo impedir a venda escandalosa, o motivo [legal] aparente era manter a paz das daqueles que haviam ido ao mercado […] Quanto ao ato da venda, não me sinto no direito de impedi-lo, ou até mesmo de lhe opor qualquer obstáculo, porque ele se apóia em um costume guardado pelo povo; costume esse que, talvez, seria perigoso querer banir por meio de uma lei". | ” |
|   | — Général Rene Martin Pillet, in L'Angleterre vue à Londres et dans ses provinces.. |   |

Em alguns casos, autoridades tiveram um papel ativo em promover vendas de esposas. Em um incidente em 1814, um sujeito chamado Henry Cook foi forçado por autoridades das Poor Laws a vender a sua esposa e seu filho, a fim de que eles não fossem transferidos para uma workhouse em Effingham. A mulher foi levada para o mercado de Croydon e vendida por um xelim, a paróquia pagando pelo custo da viagem e um "jantar de casamento”. De maneira semelhante, existem relatos de autoridades das Poor Laws vendendo diretamente esposas, para que os seus sustentos não recaíssem sobre suas paróquias.

### Oposição ao costume
Na sexta-feira, um açougueiro exibiu sua esposa à venda no Mercado de Smithfield […] com um cabresto em volta do pescoço, e outro ao redor da cintura, que a prendiam a um poste […] um porqueiro foi o feliz comprador, dando ao marido três guinéus e uma coroa pela costela de que abria mão. É uma vergonha que não haja limites para uma tal conduta depravada, dentre as gentes de classe baixa.

The Times, julho de 1797
É verdade que reações pontuais a vendas específicas surgiram relativamente cedo, nos jornais e dentre a população, sobretudo em localidades onde as vendas eram mais raras. Sabe-se, por exemplo, que uma venda em 1756 em Dublin foi interrompida por um grupo de mulheres que “resgataram” a esposa, após o que o marido foi submetido a um julgamento simulado e colocado no tronco até o início da manhã seguinte. De maneira semelhante, por volta de 1777 uma venda de esposa no País de Gales produziu na multidão “um grande silêncio” e “um sentimento de inquietação”. Em outro episódio, quando um trabalhador ofereceu sua esposa à venda no mercado de Smithfield em 1806, “o público ficou furioso com o marido e o teria punido severamente por sua brutalidade, não fosse a interferência de alguns oficiais da polícia”. Apesar disso, em geral, os relatos de venda de esposas aumentaram em frequência, de dois por década na década de 1750, para um pico de mais de setenta nas décadas de 1820 e 1830.
Ao menos em parte o número de casos reportados na primeira metade do século XX está relacionado a um aumento da cobertura jornalística de casos desse tipo, motivado por mudanças nas temáticas tratadas pelos jornais da época, que buscavam aumentar suas bases de leitores por meio da publicação de relatos curiosos e inusitados. Como o número de casos reportados aumentou, também cresceu a oposição à prática, que gradualmente tornou-se um dos numerosos costumes populares que a elite social britânica acreditava ser seu dever abolir.
Essa tendência moralista fez-se clara, por exemplo, em uma carta enviada em 1832 ao Secretário para Assuntos Internos do Reino Unido, William Lamb, por um cidadão ultrajado com uma venda que havia testemunhado. Nela, ele exigia fossem tomadas medidas imediatas para coibir a prática de venda de esposas: “nem em um país selvagem do globo esse tipo de transação pode ser testemunhada. No fim, as pessoas mais civilizadas [o povo do Reino Unido] dão exemplo de uma demonstração tão iníqua e vergonhosa, tão não-cristã e desumana. Nesse contexto, relatos de jornais reportando vendas de esposas tornaram-se frequentemente depreciativos. Por exemplo, um artigo de 1832 sugere que “o sistema de comércio de seres humanos” não estava “restrito à África”; outro de 1820 chama uma venda de “uma dessas cenas nojentas que são uma desgraça para a sociedade civilizada”. Outro, de 1820, fala de “uma transação degradante e indecente”. Um marido que vendera sua esposa foi descrito em 1844 como “um animal em forma humana”, e as esposas também passaram a ser censuradas.

#### Aumento da repressão
Embora numerosos indivíduos tenham se manifestado contra o costume, e a imprensa o tenha condenado amplamente, muitas vezes salientando que ele era ilegal, nenhuma lei foi aprovada visando coibi-lo. Contudo, sobretudo autoridades judiciárias buscaram mais ativamente punir os envolvidos em vendas de esposas, e como consequência alguns casos em tribunais confirmaram a ilegalidade dessa prática. O Lord Chief Justice of the King's Bench, William Murray, 1º Conde de Mansfield e a segunda autoridade judiciária do Reino Unido, considerou as vendas de esposas uma forma de associação criminosa para cometer adultério, mas poucas das vendas reportadas nos jornais levaram a processos judiciais.

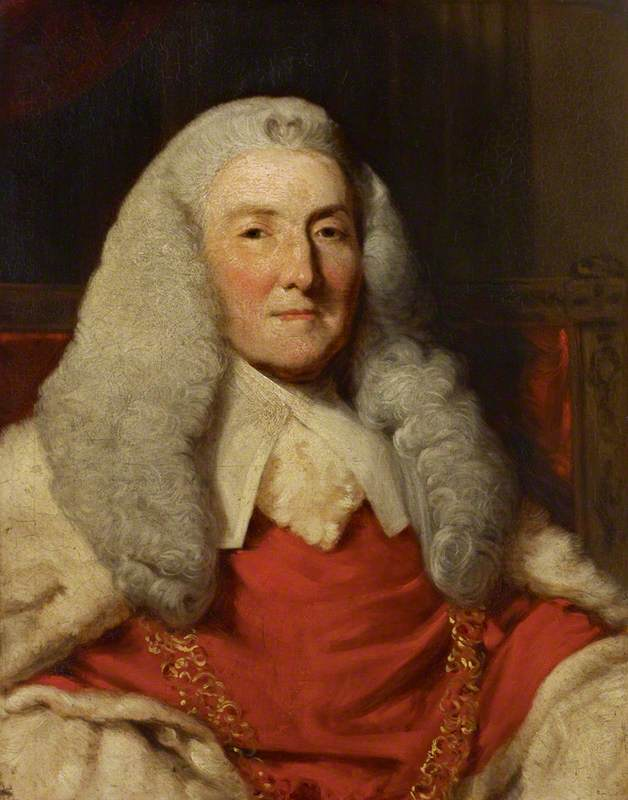
O jurista William Murray (1705–1793) via a venda de esposas como uma forma de associação criminosa com o objetivo de cometer adultério

Em uma ocorrência excepcional, em 1825, um homem foi acusado de "ter cantado uma canção nas ruas descrevendo os méritos de sua esposa, com o propósito de vendê-la ao maior lance em Smithfild”. O réu, no entanto, respondeu que “não tinha a menor intenção de vender sua esposa, a pobre, que se encontrava em casa com seus filhos famintos, enquanto ele se empenhava em ganhar um pouco de pão para eles, com a força de seus pulmões”. Para ganhar dinheiro, ele também havia publicado cópias da música, e um panfleto com a história de uma venda de esposa. Antes de liberá-lo, as autoridades advertiram Johnson que essa prática não podia ser permitida, e que, portanto, ela não deveria ser repetida. Em outro incidente, em 1833, a venda de uma mulher foi relatada em Epping. Uma vez sóbrio, e colocado diante de juízes, o marido alegou que ele havia sido forçado a casar pelas autoridades paroquiais, e que “nunca mais viveu com ela, e que ela viveu em adultério aberto com o homem Bradley, por quem ela foi comprada”. Ele foi preso por “ter abandonado sua esposa”.
Essa tendência repressiva se fez notar também dentre o restante da comunidade jurídica britânica, e, envergonhado pela prática, um manual legal de 1853 aconselhava que juristas ingleses tratassem a venda de esposa como não sendo uma realidade: "É um engano vulgar que um marido possa se livrar de sua esposa vendendo-a em um mercado ao ar livre, com um cabresto ao redor do pescoço. Um ato desse tipo seria severamente punido pelo magistrado local”. Em outro caso emblemático, o manual Burn's Justice of the Peace and Parish Officer, originalmente publicado em 1869, afirma que “vender ou comprar publicamente uma esposa é claramente uma ofensa punível […] E muitos processos judiciais contra maridos por vender, e outros por comprar, foram recentemente julgados, e sentenças de prisão por seis meses pronunciadas”.
Adicionalmente, a prática foi reprimida porque ela se tornou conhecida no exterior, sobretudo na França e em outros vizinhos continentais. Em The Book of Days (1864) o autor Robert Chambers escreveu sobre um caso de venda de esposa em 1832, e observou que “os episódios ocasionais de venda de esposas, embora conhecidos por nós mesmos com nada mais que um sorriso passageiro, causaram uma profunda impressão em nossos vizinhos continentais, [que] constantemente citam isso como uma evidência de nossa baixa civilização.” Mulheres também passaram a protestar contra a prática, por considerá-la “uma ameaça e um insulto ao seu sexo”, e de maneira geral houve diversas reações populares a vendas específicas. Como resultado, começou a declinar consideravelmente a frequência com que eram reportadas vendas de esposas em público, e acredita-se que a venda em privado, inicialmente muito menos comum do que a venda em leilão, tornou-se mais difundida.
No início da década de 1880, as vendas em público haviam se tornado raras a ponto de autoridades negarem a reconhecer sua existência. Em um episódio ocorrido em 1881, outro Secretário para Assuntos Internos, William Harcourt, foi questionado por um parlamentar irlandês a respeito de um incidente em Sheffield, em que um homem vendera sua esposa por um litro de cerveja. Quanto a isso, Harcourt respondeu que "todos sabemos que essa prática [de venda de esposas] não existe”, e sugeriu ao seu interlocutor que talvez vendas de esposas fossem comuns na Irlanda.

#### Gradual desaparecimento

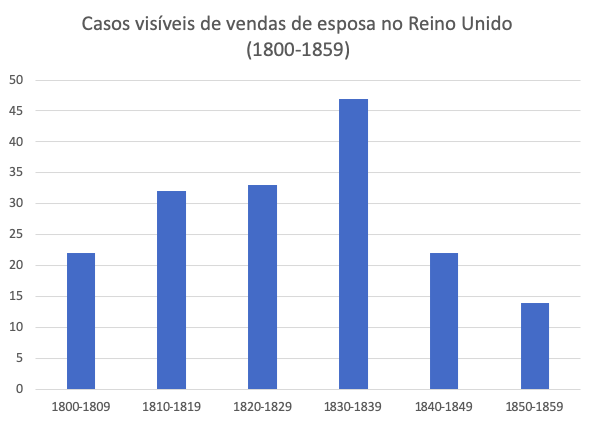
Vendas documentadas de esposas, entre 1800 e 1859

Thompson descobriu 121 relatos de vendas de esposas entre 1800 e 1840, em comparação com apenas 55 registros entre 1840 e 1880, e afirma que depois da década de 1850 a venda de esposas sobreviveu principalmente em setores da sociedade nos quais ainda resistia uma cultura pré-moderna. As vendas deixaram os mercados em busca da publicidade mais restrita oferecida pelos pubs e inns, e gradualmente o uso do cabresto desapareceu. No último caso conhecido em que o uso de um cabresto foi mencionado, ocorrido em um vilarejo próximo a Sheffield em 1889, um membro do Exército de Salvação havia vendida sua esposa a um amigo pelo valor de um xelim, e após a venda a havia levado por um cabresto até a casa de seu comprador, de modo a realizar a entrega.
O costume de venda de esposas persistiu até as primeiras décadas do século XX, quando ainda ocorria ocasionalmente. A cidade de Leeds parece ter permanecido um reduto da prática de venda de esposas, ao abrigar alguns dos últimos casos conhecidos. Em um deles, relatado em 1913, uma mulher que testemunhou em um tribunal alegou que seu marido a havia vendido, a um de seus colegas, por uma libra. A maneira de sua venda não é registrada. No último episódio de que se tem conhecimento, reportado em 1926, um juiz ouviu o depoimento de um homem chamado Horace Clayton, de quarenta anos, acusado de ter abandonado sua esposa e filhos em meados de 1919. Segundo Clayton, ele havia se mudado para Hull e alugara um quarto na casa de uma família, e em 1925 seu senhorio lhe propusera vender a própria esposa pela soma de dez libras. Como parte do arranjo, esse homem enviava mensalmente doze xelins à sua ex-companheira, para o sustento do filho que tinham em comum. Como Clayton não fizera o mesmo por seus próprios filhos e pela esposa que deixara em Leeds, o juiz o condenou a três meses de prisão com trabalho forçado.

## Representações nas artes

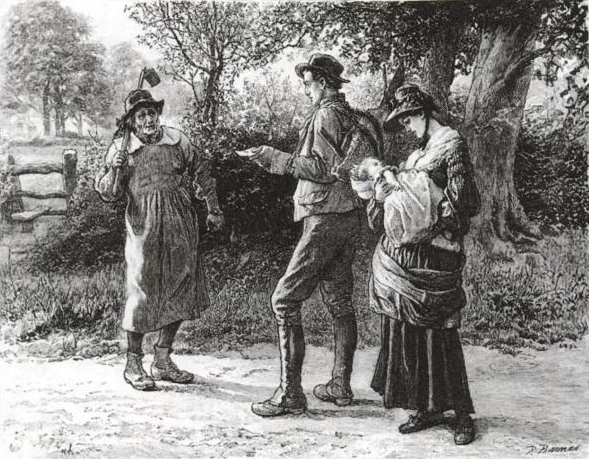
Ilustração da obra The Mayor of Casterbridge, de Thomas Hardy. Ela mostra um marido e uma esposa a caminho do mercado local, onde a esposa seria vendida junto com seu filho (1886)

- O retorno de uma esposa depois de dezoito anos resultou na queda de Michael Henchard no romance The Mayor of Casterbridge (1886), de Thomas Hardy. Um marido mal-humorado, impulsivo e cruel, que se sentia sobrecarregado por sua esposa, Henchard a vende para um estranho por cinco guinéus. Ele se torna um homem de negócios de sucesso e ascende à posição de prefeito, mas o retorno de sua esposa, muitos anos depois, põe em xeque as suas conquistas.[130]
- O costume da venda de esposas tem papel central no livro The Bride Sale de Candice Hern, publicado em 2002. Nessa obra um rico fazendeiro, compelido por sua "honra e nobreza”, compra uma jovem esposa que estava sendo leiloada por seu marido em um pequeno vilarejo inglês.[131]

- A venda de esposas também foi tema de baladas folclóricas. A obra Modern Street Ballads, coleção de canções folclóricas organizada por John Ashton em 1888, apresenta duas baladas sobre vendas de esposas, logo em suas primeiras páginas.[132] Uma delas trata da venda de uma esposa para um marinheiro, em que ambos ficam satisfeitos com o arranjo. A outra, fala de uma esposa que nenhum outro homem queria comprar, levando o marido a tentar o suicídio.[46]
- O costume era amplamente conhecido na França em meados do século XIX,[36] sendo retratado na peça de teatro Le Marché de Londres.[133] Comentando sobre a peça e as atitudes contemporâneas francesas sobre o costume, em 1846 o escritor Angus B. Reach escreveu que "eles [os franceses] conceberam uma lista longa e imaginária de nossas falhas […] e, com a mesma prontidão, desistiriam de sua crença na existência geográfica e física de Londres, como [acreditariam] no fato espantoso de que na Inglaterra um marido vende sua esposa exatamente como ele vende seu cavalo ou seu cachorro”.[134]